# ایستگاه راه‌آهن مراغه
ایستگاه راه‌آهن مراغه یک ایستگاه در شهر مراغه است. این ایستگاه در ۱۴ مهر ماه سال ۱۳۳۵ با ورود اولین قطار به این ایستگاه افتتاح شد.
ایستگاه مراغه که در خط راه‌آهن آذربایجان (تهران-تبریز) و خط راه‌آهن مراغه-ارومیه قرار دارد. یکی از تشکیلاتی ترین ایستگاه های راه آهن کشور است.
این اثر تاریخی که مربوط به دوره پهلوی دوم است در نخستین همایش ملی ثبت میراث صنعتی کشور به همراه ۶ اثر دیگر آذربایجان شرقی در فهرست آثار ملی به ثبت رسید.

## نگارخانه

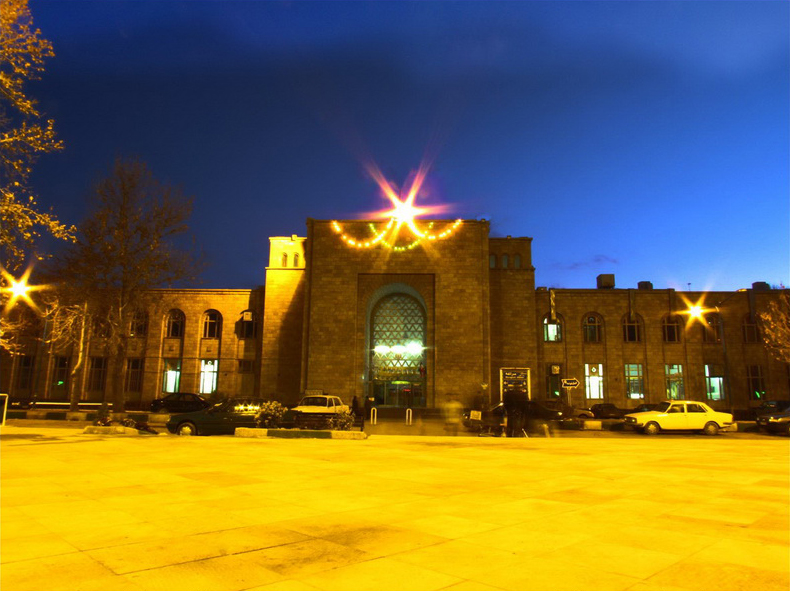
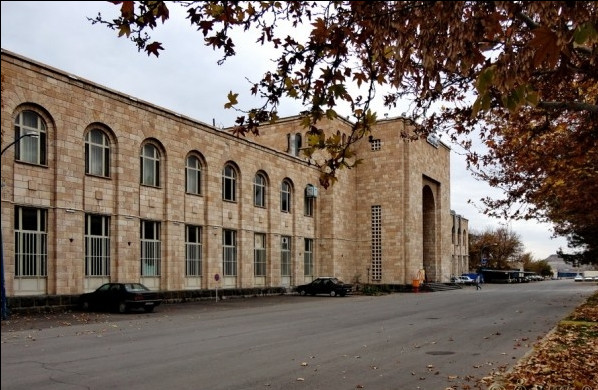
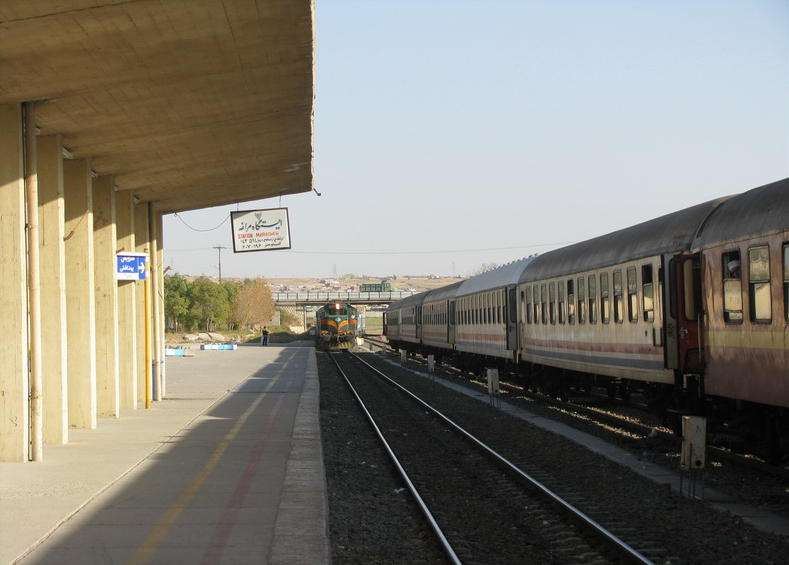
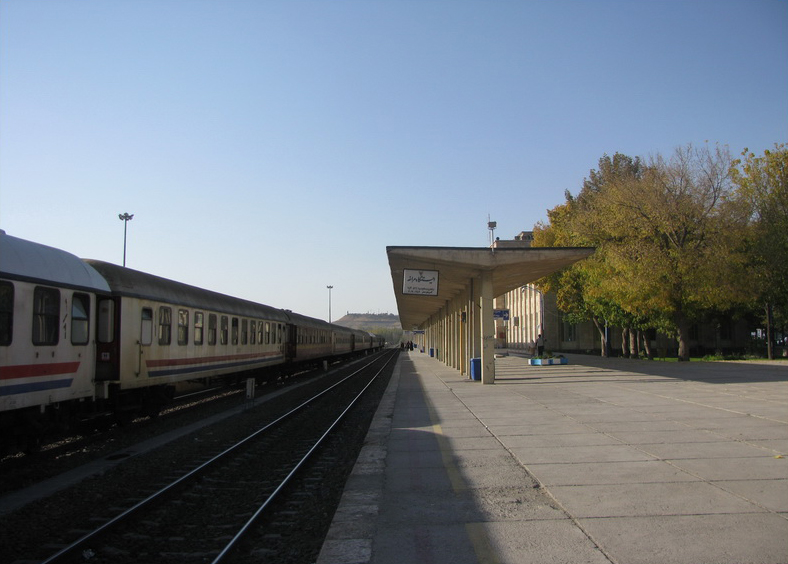